# ダーダネルス海峡

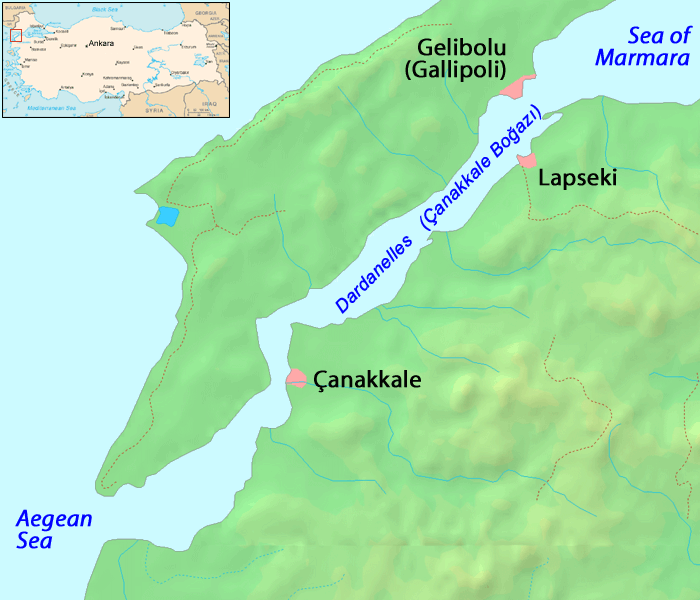
ダーダネルス海峡の地図

ダーダネルス海峡（ダーダネルスかいきょう、英語: Dardanelles）、もしくは、チャナッカレ海峡（チャナッカレかいきょう、トルコ語: Çanakkale Boğazı）は、地中海につながるエーゲ海と黒海につながるマルマラ海を結ぶ狭隘な海峡。ボスポラス海峡とともにヨーロッパとアジアの境界をなす。日本では、英語名のダーダネルス海峡がよく知られている。古くはヘレスポントス（ヘレースポントス、Έλλης πόντος）とも呼ばれていた。

## 概要
ダーダネルスの語源は古代ギリシア神話の伝説の王ダルダノスに由来して海峡のアジア沿岸地帯がダルダニアと呼ばれたことにある。ビザンツ時代のギリシア語でダルダネリスと転じ、さらにそれを英語が採用してダーダネルスの語となった。
ヘレスポントス（「ヘレの海」）の由来は、ギリシア神話中でボイオティア王アタマスの娘ヘレが、双子の兄プリクソスとともにゼウスが遣わした金の皮を持つ羊に乗って逃げる途中にこの海で落ちて死んだことによる。

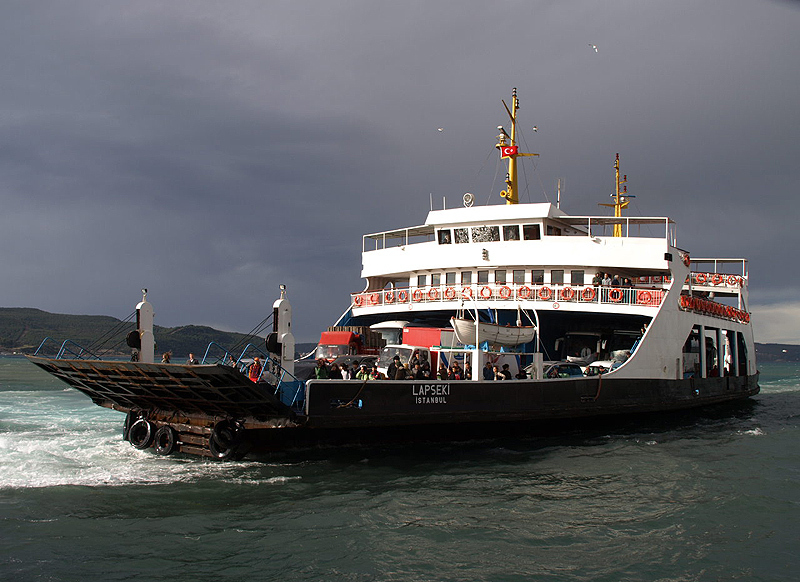
チャナッカレの海峡横断フェリー

チャナッカレ海峡という名称は、アジア側にある都市チャナッカレに由来する。地名に含まれるカレ (kale) は城を意味するアラビア語起源の言葉で、付近にはチャナッカレの地名のもとになった有名な城塞群がある。ヨーロッパ側はガリポリ半島で、軍事上の要衝であるゲリボル（ガリポリ）の町がある。

エーゲ海と黒海とトルコの海峡の位置

海峡の延長は約60キロメートルであるが、幅は1.2キロメートルから6キロメートルほどしかない。水深は最大103メートル、平均55メートルである。表層水はマルマラ海からエーゲ海に流れ、底層水は逆方向に流れている。
最も狭い所に全長約3.7キロメートルとなるトルコ最大の吊り橋チャナッカレ1915橋が建設された。

## 歴史

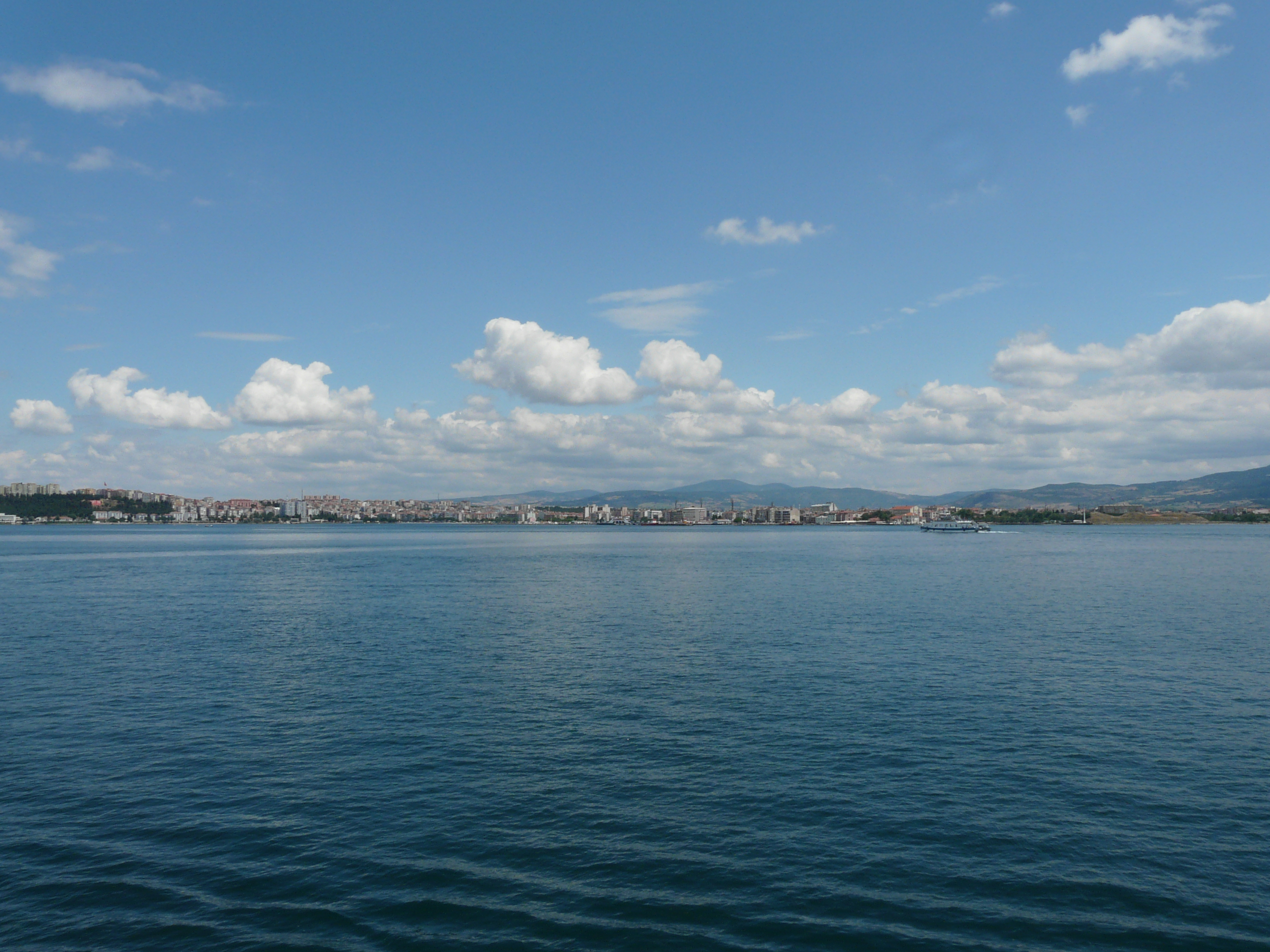
海峡から望むチャナッカレ

この海峡はチョークポイントとして古代より戦略的な要衝であり、例えばトロイア戦争はこの海峡のアジア側の地で戦われた。ペルシア帝国のクセルクセス1世やマケドニアのアレクサンドロス大王は、それぞれ海峡の反対側に遠征するためにこの海峡を渡り、オスマン帝国のオルハンがビザンツ帝国のヨハネス6世カンタクゼノス帝の要請を受けて初めてヨーロッパに渡ったのもこの海峡であった。のちにオスマン帝国はこの地で艦隊を創設し、帝国が東地中海の覇権を握る上でも、首都イスタンブールを南から防衛する上でも非常に重要な地となった。
第一次世界大戦中の1915年、オスマン帝国の首都攻撃を目指すイギリスら連合国によってダーダネルス海峡進攻作戦が行なわれたが、ガリポリ半島を戦場として行なわれた上陸作戦はムスタファ・ケマル率いるオスマン軍の猛烈な抵抗にあい、多大な犠牲者を出して失敗に終った（ガリポリの戦い）。当時のイギリス海軍大臣ウィンストン・チャーチルは、3月18日に作戦失敗の引責により一時的に政治の舞台から身を引くことになった。
第一次大戦後のセーヴル条約（1920年）で海峡委員会に主権が移ったが、モントルー条約（1936年）によって再びトルコに海峡での主権が戻ることになった。21世紀初頭でもこの条約は有効であるとされ、同海峡を航行する船舶・艦艇等には制約がかけられている。